# Livia Thomas
Livia Thomas (Poiana Mărului, 1915 – ...) è stata una cestista rumena.

## Carriera
Con la Romania ha disputato i Campionati europei del 1950.